# Bayview (Washington, Island megye)
Bayview az Amerikai Egyesült Államok északnyugati részén, Washington állam Island megyéjében elhelyezkedő önkormányzat nélküli település.
A helység közösségi háza 1927-ben nyílt meg.

## Fordítás
- Ez a szócikk részben vagy egészben  a   Bayview, Island County, Washington című angol Wikipédia-szócikk ezen változatának fordításán alapul.  Az eredeti cikk szerkesztőit annak laptörténete sorolja fel. Ez a jelzés csupán a megfogalmazás eredetét és a szerzői jogokat jelzi, nem szolgál a cikkben szereplő információk forrásmegjelöléseként.